# Guerras Secretas
Guerras Secretas (título original: Secret Wars) é um crossover de quadrinhos produzido pela Marvel Comics nos anos 1980. É considerada a primeira "megassaga" dos quadrinhos, embora já tenha havido crossovers antes envolvendo vários heróis.

## Histórico da publicação
A série foi concebida pela Marvel Comics, Editor-chefe Jim Shooter: A Mattel, estaria interessada em lançar uma linha de brinquedos com personagens da Marvel, mas apenas se fosse feita uma publicação que reunisse muita atenção. Os fãs, especialmente os jovens, sempre sugeriam à Marvel uma história sobre um grande encontro de todos os heróis e vilões, então veio a ideia de fazer a série. A Mattel observou que as crianças respondiam bem à palavra "secreto" e "guerra", surgindo então o nome "Guerras Secretas".
A série teve histórias publicadas nos títulos
Amazing Spider-Man; Avengers; Captain America;Hulk;Iron Man;The Thing; 'Fantastic Four; Marvel Team-Up; Thor

## Enredo
A mega saga começa quando a entidade chamada Beyonder promove uma batalha nunca antes vista entre os maiores heróis e vilões do universo Marvel, oferecendo ao grupo vencedor, como prêmio, a realização de todos os seus desejos.
Poucas séries na cronologia Marvel foram tão importantes como Guerras Secretas, uma imensa história em 12 partes, envolvendo os principais heróis e vilões do universo. A lista de convocados envolve medalhões do porte de Homem-Aranha, os X-Men e Hulk, do lado dos heróis, e Doutor Destino, Lagarto, Ultron e Galactus do lado dos vilões.
A premissa é simples: uma entidade cósmica chamada Beyonder cria um planeta e transporta para lá os seres mais poderosos da Terra, dividindo-os em dois grupos. Sem mais delongas, Beyonder diz: "Destruam seus inimigos e todos os seus sonhos serão realizados! Nenhum de seus desejos me é impossível de realizar!" Pronto. A confusão está armada e brigas começam a surgir dos dois lados.
Do lado heroico, o motivo para a discussão é a presença de Magneto, o arqui-inimigo dos X-Men, que não é bem recebido para lutar do lado de Capitão América e companhia, por mais que Charles Xavier, o principal antagonista do mestre do magnetismo, defenda sua presença no grupo. Durante determinado tempo os heróis ficam divididos, até o momento do embate com Galactus, onde eles se reúnem e ficam unidos até o fim da história.
Do lado do mal, a disputa pelo poder e pela liderança do grupo é o estopim de suas discussões. Também o fato de Galactus estar colocado ao lado dos vilões é discutível, uma vez que o personagem é uma entidade cósmica, longe das definições de "bem" e "mal". Outra passagem discutível é o posicionamento como vilão do Homem Molecular, em especial, após seu romance com Vulcana.
Esta série é famosa, principalmente pelas repercussões que teve na cronologia dos personagens. A mais afetada foi, sem dúvida, a do Homem-Aranha, que encontrou, no planeta criado por Beyonder, o simbionte que se tornaria o seu famoso uniforme negro. Empolgado com uma roupa nova que não rasgava, que se tornava qualquer tipo de roupa civil e que, principalmente, produzia sua própria teia, o Homem-Aranha traz este uniforme de volta à Terra e continua a usá-lo em suas aventuras, mesmo após o fim da guerra de Beyonder, culminando com a criação do personagem Venom.

## Em outras mídias

### Animações
A história foi adaptada no desenho animado Spider-Man - The Animated Series. Na série, o uniforme negro é obtido antes das Guerras Secretas. Os vilões da saga são Doutor Octopus, Doutor Destino, Caveira Vermelha, e Alistair Smythe. Os heróis são Homem Aranha, Quarteto Fantástico, Homem de Ferro, Capitão América, Tempestade, Gata Negra e Lagarto.

### Literatura
A saga foi adaptada em um romance escrito por Alex Irvine, publicado no Brasil em 2015 pela editora Novo Século.

## Publicação no Brasil
Conhecida também pelo título original americano, Secret Wars, foi lançada no Brasil em 1986 pela Abril Jovem. Fazia parte de uma campanha publicitária mundial da Marvel, com o licenciamento de brinquedos da série. Como os direitos de licenciamento da linha de brinquedos no Brasil já havia sido concedida à Gulliver, empresa famosa no país por ter sido fabricante de brinquedos Marvel e DC nos anos 70 e 80, a série em quadrinhos precisava ser lançada no Brasil. No entanto, a cronologia de vários heróis no Brasil estava defasada em relação à cronologia americana. A solução da Abril foi alterar partes da história, suprimindo inclusive personagens como Vampira e Capitã Marvel, e também modificando o final da saga, para que tudo se encaixasse no momento em que a Marvel estava situada no Brasil.
Anos depois, já na época onde a história se encaixaria na cronologia, a Abril lançaria um resumo dessa história, na revista Capitão América #119, na forma como ela foi originalmente concebida. Anos mais tarde, na revista A Teia do Aranha, a Abril relançaria na íntegra as Guerras Secretas originais.
Em 2007, a Panini Comics, atual responsável pelas publicações Marvel no Brasil, lançou novamente esta saga na íntegra, em uma única edição encadernada no formato original (formato americano). Como parte da Coleção Oficial de Graphic Novels da Marvel, da Editora Salvat, Guerras Secretas foi relançada em duas edições de capa dura, a primeira parte tendo sido lançada em janeiro de 2015 e a segunda em fevereiro do mesmo ano. A saga foi republicada novamente pela Panini em 2016, dessa vez no formato da Coleção Histórica Marvel, em quatro volumes.
Ainda em 2016, um encadernado em capa dura compilando todo o arco original foi lançado pela Panini.

## Guerras Secretas II
A saga original ganhou uma continuação intitulada "Guerras Secretas II", que foi publicada entre Julho de 1985 e Março de 1986, novamente escrita por Jim Shooter.
A série foi extremamente mal recebida e até hoje é citada como uma das piores histórias da Marvel.

## Guerras Secretas (2015)
Em janeiro de 2015, a Marvel anunciou que faria um reboot do seu universo. A história, escrita por Jonathan Hickman e desenhada por Esad Ribic, é consequência dos eventos decorridos em seu período à frente da revista dos Vingadores e Novos Vingadores. A saga mescla os vários universos da editora em único mundo: o Battleworld. O enredo é bem similar ao original e conta a história de um planeta conhecido como Mundo Bélico, onde todas as terras alternativas da Marvel estão unidas neste planeta que funciona como uma "Colcha de Retalhos" de várias realidades.